# بزدندان دوگلی
بزدندان دوگلی (نام علمی: Tragus biflorus) نام یک گونه از سردهٔ بزدندان است.